# Kundur
Die Insel Kundur (indonesisch Pulau Kundur; „Insel Kundur“) gehört zu den indonesischen Riau-Inseln vor der Ostküste Sumatras im Malaiischen Archipel.

## Geografie
Kundur liegt südlich der ebenfalls vor Sumatra gelegenen Insel Karimun und ihren Nebeninseln und westlich von Batam, am Eingang der Straße von Malakka und am südlichen Ende des Südchinesischen Meeres. 
Die Inselhauptstadt ist Tanjung Batu im Südosten. Weitere Orte sind Urung im Osten, Selat Belia im Norden sowie Sawang und Kobek im Westen. Die Insel hat eine Fläche von 315,4 km², die höchste Erhebung beträgt 98 m.
Nördlich von Kundur beginnt eine Kette kleiner Inseln: Papit, Gunung Papan mit der Siedlung Tanjung Hutan, Baru und Balat. Sie zieht sich in den Osten Kundurs und umfasst eine Vielzahl weiterer, sehr kleiner Inselchen.

## Verkehr
Fähren fahren von Tanjung Batu nach Singapur, Sekupang auf Batam und Tanjung Pinang auf Bintan sowie nach Tanjung Balai auf Karimun. Die Fahrt nach Singapur dauert 2 Stunden und 15 Minuten.
Von Selat Belia verkehrt eine Fähre nach Tanjung Balai auf Karimun.

## Verwaltung
1999 wurde der Regierungsbezirk Karimun mit den Inseln Karimun, Kundur und Moro gebildet.